# تپه اطراف شهر سوخته ۳۰۴
تپه اطراف شهر سوخته شماره ۳۰۴ در شهرستان زابل، بخش شیب آب، دهستان لوتک، روستای حومه شهر سوخته، ۱۷/۰۵ کیلومتری جنوب غربی پایگاه باستان‌شناسی شهر سوخته واقع شده و این اثر در تاریخ ۲۳ بهمن ۱۳۸۵ با شمارهٔ ثبت ۱۷۲۹۲ به‌عنوان یکی از آثار ملی ایران به ثبت رسیده است.